# مسابقات تکواندو قهرمانی آسیا ۱۹۹۴
مسابقات تکواندو قهرمانی آسیا ۱۹۹۴، یازدهمین دوره مسابقات تکواندو قهرمانی آسیا بود که از ۲۸ تا ۳۰ ژانویه ۱۹۹۴، در سالن نینوی آکوئینو در مانیل، فیلیپین برگزار شد.

## خلاصه مدال‌ها

### مردان
| رویداد               | طلا                        | نقره                         | برنز                             |
| Finweight −۵۰ ک‌گ     | Choi Yong-hoon · کرهٔ جنوبی | علی رحیم‌زاده · ایران         | روبرتو کروز · فیلیپین            |
| Finweight −۵۰ ک‌گ     | Choi Yong-hoon · کرهٔ جنوبی | علی رحیم‌زاده · ایران         | Tan Kok Chen · مالزی             |
| Flyweight −۵۴ ک‌گ     | Ko Dong-wan · کرهٔ جنوبی    | محسن شیرزاد · ایران          | Lugi Riyandi · اندونزی           |
| Flyweight −۵۴ ک‌گ     | Ko Dong-wan · کرهٔ جنوبی    | محسن شیرزاد · ایران          | Kumar Sukalingam · مالزی         |
| Bantamweight −۵۸ ک‌گ  | Kim Hyun-yong · کرهٔ جنوبی  | Walter Dean Vargas · فیلیپین | Alf Dell'orso · استرالیا         |
| Bantamweight −۵۸ ک‌گ  | Kim Hyun-yong · کرهٔ جنوبی  | Walter Dean Vargas · فیلیپین | Adel Saleh Isa · بحرین           |
| Featherweight −۶۴ ک‌گ | Yang Jae-cheol · کرهٔ جنوبی | Yao Ching-fu · تایوان        | Robert Vargas · فیلیپین          |
| Featherweight −۶۴ ک‌گ | Yang Jae-cheol · کرهٔ جنوبی | Yao Ching-fu · تایوان        | Hiroyuki Yamashita · ژاپن        |
| Lightweight −۷۰ ک‌گ   | Jung Kang-chae · کرهٔ جنوبی | Wei Cheng-hung · تایوان      | Ramelito Abratique · فیلیپین     |
| Lightweight −۷۰ ک‌گ   | Jung Kang-chae · کرهٔ جنوبی | Wei Cheng-hung · تایوان      | Vũ Trường Tuấn · ویتنام          |
| Welterweight −۷۶ ک‌گ  | Arnold Atienza · فیلیپین   | Liu Tsu-len · تایوان         | Nguyễn Đăng Khánh · ویتنام       |
| Welterweight −۷۶ ک‌گ  | Arnold Atienza · فیلیپین   | Liu Tsu-len · تایوان         | Jeetender Kumar Rai · مالزی      |
| Middleweight −۸۳ ک‌گ  | Park Jong-bom · کرهٔ جنوبی  | Ammar Fahed · اردن           | مجید امین‌ترابی · ایران           |
| Middleweight −۸۳ ک‌گ  | Park Jong-bom · کرهٔ جنوبی  | Ammar Fahed · اردن           | Khalid Al-Harthi · عربستان سعودی |
| Heavyweight +۸۳ ک‌گ   | Kim Je-kyoung · کرهٔ جنوبی  | فرزاد ذرخش · ایران           | Wu Pao-yi · تایوان               |
| Heavyweight +۸۳ ک‌گ   | Kim Je-kyoung · کرهٔ جنوبی  | فرزاد ذرخش · ایران           | Faras Talal · کویت               |

### زنان
| رویداد               | طلا                       | نقره                      | برنز                          |
| Finweight −۴۳ ک‌گ     | Lo Yueh-ying · تایوان     | Dayang Atika · مالزی      | Nguyễn Thị Như Phước · ویتنام |
| Finweight −۴۳ ک‌گ     | Lo Yueh-ying · تایوان     | Dayang Atika · مالزی      | Yang So-hee · کرهٔ جنوبی       |
| Flyweight −۴۷ ک‌گ     | Lee Sun-yeong · کرهٔ جنوبی | Sangina Baidya · نپال     | Elaine Azenith Ong · فیلیپین  |
| Flyweight −۴۷ ک‌گ     | Lee Sun-yeong · کرهٔ جنوبی | Sangina Baidya · نپال     | Vicki Cenere · استرالیا       |
| Bantamweight −۵۱ ک‌گ  | Jin Yong-soon · کرهٔ جنوبی | Tang Hui-wen · تایوان     | Tricia Pugeda · فیلیپین       |
| Bantamweight −۵۱ ک‌گ  | Jin Yong-soon · کرهٔ جنوبی | Tang Hui-wen · تایوان     | Nguyễn Thị Thu Thủy · ویتنام  |
| Featherweight −۵۵ ک‌گ | Liu Chao-ching · تایوان   | Shin Dong-sun · کرهٔ جنوبی | Alex Van Horssen · استرالیا   |
| Featherweight −۵۵ ک‌گ | Liu Chao-ching · تایوان   | Shin Dong-sun · کرهٔ جنوبی | Rita Ellis · اندونزی          |
| Lightweight −۶۰ ک‌گ   | Chen Yi-an · تایوان       | Nelia Sy · فیلیپین        | Kang Hae-eun · کرهٔ جنوبی      |
| Lightweight −۶۰ ک‌گ   | Chen Yi-an · تایوان       | Nelia Sy · فیلیپین        | Voppy Trisnawati · اندونزی    |
| Welterweight −۶۵ ک‌گ  | Pan Li-chi · تایوان       | Yoriko Okamoto · ژاپن     | Cho Hyang-mi · کرهٔ جنوبی      |
| Welterweight −۶۵ ک‌گ  | Pan Li-chi · تایوان       | Yoriko Okamoto · ژاپن     | Lydia Zakkas · استرالیا       |
| Middleweight −۷۰ ک‌گ  | Park Sun-mi · کرهٔ جنوبی   | Hsu Ju-ya · تایوان        | Marites Javier · فیلیپین      |
| Middleweight −۷۰ ک‌گ  | Park Sun-mi · کرهٔ جنوبی   | Hsu Ju-ya · تایوان        | Ong Bee Lan · سنگاپور         |
| Heavyweight +۷۰ ک‌گ   | Kim Tae-hee · کرهٔ جنوبی   | Anis Dewi · اندونزی       | Cheong May Inn · سنگاپور      |
| Heavyweight +۷۰ ک‌گ   | Kim Tae-hee · کرهٔ جنوبی   | Anis Dewi · اندونزی       | Beatriz Tioseco · فیلیپین     |

## جدول مدال‌ها
| رتبه            | کشور            | طلا | نقره | برنز | مجموع |
| --------------- | --------------- | --- | ---- | ---- | ----- |
| ۱               | کرهٔ جنوبی       | ۱۱  | ۱    | ۳    | ۱۵    |
| ۲               | تایوان          | ۴   | ۵    | ۱    | ۱۰    |
| ۳               | فیلیپین         | ۱   | ۲    | ۷    | ۱۰    |
| ۴               | ایران           | ۰   | ۳    | ۱    | ۴     |
| ۵               | اندونزی         | ۰   | ۱    | ۳    | ۴     |
| ۵               | مالزی           | ۰   | ۱    | ۳    | ۴     |
| ۷               | ژاپن            | ۰   | ۱    | ۱    | ۲     |
| ۸               | اردن            | ۰   | ۱    | ۰    | ۱     |
| ۸               | نپال            | ۰   | ۱    | ۰    | ۱     |
| ۱۰              | استرالیا        | ۰   | ۰    | ۴    | ۴     |
| ۱۰              | ویتنام          | ۰   | ۰    | ۴    | ۴     |
| ۱۲              | سنگاپور         | ۰   | ۰    | ۲    | ۲     |
| ۱۳              | بحرین           | ۰   | ۰    | ۱    | ۱     |
| ۱۳              | عربستان سعودی   | ۰   | ۰    | ۱    | ۱     |
| ۱۳              | کویت            | ۰   | ۰    | ۱    | ۱     |
| مجموع (۱۵ کشور) | مجموع (۱۵ کشور) | ۱۶  | ۱۶   | ۳۲   | ۶۴    |